# Aufchromen
Aufchromen bezeichnet ein Verfahren der Oberflächentechnik. Dabei wird auf einem Werkstück über ein elektrogalvanisches Verfahren Chrom abgelagert. Diese Chromschicht dient im Gegensatz zum Verchromen nicht dem Korrosionsschutz, sondern der Erhöhung der Materialstärke des Werkstücks.
Ein Einsatzgebiet dieses Verfahrens ist die Reparatur verschlissener Maschinenteile. Muss beispielsweise im Fall eines Motorschadens eine Kurbelwelle an Haupt- oder Pleuellagern geschliffen werden, hat sie anschließend nicht mehr die ursprünglichen Maße. Normalerweise wird dies durch die Verwendung von sogenannten Untermaß-Lagern ausgeglichen. Sind solche Sonderlager nicht erhältlich, kann die Welle durch das teilweise Aufbringen einer Hartchromschicht und anschließendes Schleifen wieder auf Normalmaß gebracht werden. Danach können auch wieder Gleit- oder Rollenlager in Standardmaßen verwendet werden.